# Zao
Zao (cujo significado em grego é Vivo) é uma banda de mathcore surgida em 1993, formado por um grupo de jovens de uma Igreja Evangélica com músicas agressivas. Por isso a banda Zao é considerada um dos iniciadores do metal cristão.
Por um tempo, a banda apresentou temas cristãos em suas músicas e foi considerada uma banda cristã; no entanto, esse tema acabou sendo discutido entre os membros e a banda atualmente não se considera mais uma "banda cristã", com apenas o baixista Martin Lunn identificando como cristão.
Aos anos a banda vem sofrendo trocas constantes dos integrantes e passou por várias dificuldades até alcançar a formação atual, que não tem nenhum dos membros originais.

## Biografia
Em entevista Em sua primeira etapa gravam uma série de demos. Depois a banda se separa em 1997.
O baterista Jesse Simith enfrenta a tarefa de juntar uma nova banda; recruta Daniel Weyandt como vocalista do novo estilo.
Jesse Smith deixa a banda para concentrar-se com o grupo Gods já acabada. No inicio de 2006, Russ Cogdell sofre um acidente e opera o joelho assim que deixa a banda.
Assim hoje Weyandt, junto com o guitarrista Scott Mellinger, o baixista Marty Lunn e o baterista Jeff Gretz formam  banda.
Atualmente tem contrato com a gravadora Ferret Records, onde foilançado em 2006 o álbum The Fear Is What Keep Us Here.

## Membros

### Atuais
- Daniel Weyandt (1997–) – vocal
- Scott Mellinger (1999–) – guitarra, vocal de apoio
- Martin Lunn (2005–) – baixo
- Jeff Gretz - Drums

### Membros anteriores
- Roy Goudy (1993–1997) – guitarra
- Jesse Smith (1993–2004) – baterista
- Mic Cox (1994–1997) – baixo
- Eric Reeder (1994–1995) – vocal
- Shawn Jonas (1995–1997) – vocal
- Brett Detar (1997–1999) – guitarra
- Ron Gray (1997–1998) – guitarra
- Kevin Moran (1997) – baixo
- Russ Cogdell (1997–2006) – guitarra
- Rob Horner (1999–2004) – baixo
- Corey Darst (2000–2001) – vocal
- Matt Auxier (2001–2002) – guitarra
- Joshua Ashworth (2003–2004) – vocal
- Shawn Koschik (2004–2005) – baixo
- Stephen Peck (2004–2005) – baterista
- Jeff Gretz (2005–2006) - baterista
- Russ Cogdell (2007-) – guitarra

## Discografia
- 1994 - Author (demo)
- 1994 - Conflict (demo)
- 1995 - Sustained (demo)
- 1995 - The Ties That Bind (Split EP com a banda Outcast)
- 1995 - Treadwater (Split EP como a banda Through and Through)
- 1995 - All Else Failed
- 1997 - The Splinter Shards the Birth of Separation
- 1998 - Where Blood and Fire Bring Rest (primeiro cd com Weyandt como vocalista)
- 1998 - Training for Utopia & Zao (EP split com Training for Utopia)
- 1999 - Liberate Te Ex Inferis
- 2001 - (Self Titled)
- 2002 - Parade of Chaos
- 2003 - All Else Failed
- 2004 - Legendary
- 2004 - The Funeral of God
- 2005 - The Lesser Lights of Heaven (DVD sobre a história da banda)
- 2006 - The Fear Is What Keep Us Here
- 2009 - Awake
- 2011 - The 2nd Era